# Коса (Астрахань)
Коса́ — один из исторических районов Астрахани, находится в центральной части города к западу от Белого города и к северу от Адмиралтейской косы.
Коса расположена на безымянном искусственном острове, ограниченном Волгой, Кутумом, Царёвом и Каналом имени Варвация, в Кировском административном районе города. Границы района образуют Красная и Петровская набережные, Адмиралтейская улица и проспект Губернатора Анатолия Гужвина. Некоторые краеведы и экскурсоводы также включают в состав этого района Астраханский кремль.
С 1993 года исторический район имеет статус охраняемого памятника градостроительства регионального значения.

## История
Территория современной Косы возникла в XIX веке к западу от кремля из-за обмеления Волги, вызванного постройкой Канала имени Варвация. Появление свободной земли в самом центре города побудило застройщиков того времени вложить большие средства в этот район, ставший одним из самых нарядных и фешенебельных в городе. Для её застройки были приглашены известные архитекторы из Санкт-Петербурга. Сегодня на Косе находится значительное количество кафе, ресторанов, баров и гостиниц, эта территория считается культурно-развлекательным центром Астрахани.

## Застройка
Для исторической застройки Косы характерны каменные дома в архитектурном стиле модерн с внутренними дворами прямоугольной формы. Главная улица Косы — Никольская, соединяющая набережную Волги и Октябрьскую площадь у северо-западной стены кремля. Перпендикулярно Никольской проходят улицы Ульяновых, Фиолетова, Урицкого и другие, образующие с ней так называемый «барный квадрат».

## Фотогалерея
- Улица Урицкого
- Дом 19 по улице Фиолетова
- Кафе Karaköy на улице Ульяновых
- Дом Тавризова на Никольской улице
- Здание Азовско-Донского банка на углу улиц Никольской и Урицкого